# 인도-오스트레일리아판

인도-오스트레일리아판.
인도 판
오스트레일리아판

인도-오스트레일리아판(India-Australian Plate)은 오스트레일리아 대륙,  인도 아대륙, 인도양 동부, 태평양 남서부를 이루는 판이다. 최근의 연구 결과, 인도-오스트레일리아판은 히말라야산맥에서 유라시아판과 충돌 결과 생긴 변형력으로 인해 인도판과 오스트레일리아판으로 나뉘고 있다 한다.
인도 아대륙과 메가네시아(오스트레일리아, 뉴기니섬, 태즈메이니아섬), 뉴질랜드, 누벨칼레도니 등은 고대의 곤드와나 초대륙이 갈라져서 만들어졌다. 해양저의 확장을 통해 육지가 갈라졌으나, 그 움직임이 멈추고 하나의 판으로 굳어졌다
최근 오스트레일리아에서의 GPS 측정 결과, 북쪽에서 35도 동쪽 방향으로 1년에 67mm의 속도로 이동하고 있다고 확인되었다. 이 속도는 오클랜드, 크리스마스섬, 남부 인도 등에서도 동일하게 측정되었다. 오클랜드에서의 측정에서는 약간 방향이 다르게 나왔는데, 태평양 판과의 충돌로 인해서라 추측된다.